# Airbag (norwegische Band)
Airbag ist eine norwegische Progressive-Rock-Band, die 1994 in Oslo gegründet wurde.

## Geschichte
Die Band wurde 1994 in Oslo gegründet und spielt seit 1999/2000 im aktuellen Line-up. Neben Airbag spielten die Musiker in einer Pink-Floyd-Coverband. Das erste Demo wurde 2000 veröffentlicht, 2004 erschien die EP Come On In. Die zweite EP Sounds That I Hear folgte 2006, im November erschien die dritte EP Safetree. Alle Veröffentlichungen waren über die Webseite der Band abrufbar, bislang verzeichnete die Seite rund 200.000 Downloads. 2008 wurde Airbag von dem norwegischen Independentlabel Karisma Records unter Vertrag genommen, im April 2009 erschien das erste Album Identity zunächst in Norwegen und im Sommer 2009 außerhalb Norwegens. Das Album besteht im Wesentlichen aus neu eingespielten Liedern der drei EPs. Im November 2010 wurde Henrik Fossum neuer Schlagzeuger der Band. Im Oktober 2011 wurde das zweite Album All Rights Removed veröffentlicht.

## Stil
Zu den musikalischen Einflüssen zählt Airbag Progressive-Rock-Bands wie Pink Floyd und Porcupine Tree, aber auch Popbands wie Talk Talk oder a-ha. Das Onlinemagazin Babyblaue Seiten nannte die Band in einem Review zu Identity ein „Download-Wunder“ und ordnete sie stilistisch dem Artrock zu. Das Rock Hard klassifiziert die Musik als „elegischen Ambient-Prog“ und vergleicht die Band mit Steven Wilsons Projekt Blackfield.

## Diskografie

### Alben
- 2009: Identity (Karisma Records)
- 2011: All Rights Removed (Karisma Records)
- 2013: The Greatest Show on Earth (Plastic Head, Soulfood)
- 2016: Disconnected (Karisma Records)
- 2020: A Day at the Beach (Karisma Records)
- 2021: A day in the Studio / Unplugged in Oslo (Karisma Records)
- 2024: The Century of the Self

### EPs
- 2004: Come On In
- 2006: Sounds That I Hear
- 2007: Safetree
- 2020: Machines and Man